# Rubén Fulgencio
Rubén Fulgencio Sánchez (Madrid, 10 de mayo de 2009) es un actor español conocido interpretar a Óliver en la película El universo de Óliver.También ha participado en películas como El refugio (2021)y ¡Salta! (2023).tamb

## Biografía
Se hizo popular por su papel en la comedia de Alberto Caballero, El pueblo,en la que interpreta el papel de Orión, el hijo de Íngrid Rubio y Santi Millán. La serie de Mediaset está disponible en Amazon. También ha participado en las series Hernán o Pulsaciones.

## Filmografía
| Año  | Título                | Personaje     | Notas        |
| ---- | --------------------- | ------------- | ------------ |
| 2017 | Un cuento familiar    | Rubén         | Cortometraje |
| 2019 | La tercera parte      | Sergio        | Cortometraje |
| 2021 | El refugio            | Hugo          | Principal    |
| 2022 | El universo de Óliver | Óliver Lozano | Principal    |
| 2023 | ¡Salta!               | Óscar niño    | Principal    |

| Año         | Título      | Personaje                     | Notas        |
| ----------- | ----------- | ----------------------------- | ------------ |
| 2017        | Pulsaciones | Javi                          | 6 episodios  |
| 2019        | Hernán      | Bernal Díaz del Castillo niño | 1 episodio   |
| 2019 - 2021 | El pueblo   | Orión                         | 22 episodios |